# Lucrèce à l'ouvrage
Lucrèce à l'ouvrage est une peinture à l'huile sur panneau de bois réalisée en 1633 par le peintre Willem de Poorter. Elle est conservée au Musée des Augustins de Toulouse.

## Description
La scène se déroule dans une pièce carrelée aux murs sombres, baignée dans une semi obscurité. Une diagonale lumineuse guide le regard vers le personnage principal. Au centre, assise dans un fauteuil placé sur une estrade, Lucrèce qui est entourée de cinq figures féminines, réalise un ouvrage de tapisserie. La présence d’un grand lit à baldaquin aux rideaux fermés ancre la composition dans un intérieur domestique et annonce la tournure tragique des événements. Dans la pénombre, à l’arrière-plan, se tiennent trois hommes vêtus en guerriers antiques. D’un geste, Tarquin Collatin désigne l’épouse modèle à ses compagnons, Sextus Tarquin et Junius Brutus.

## Analyse

### Choix du sujet
L’héroïne de ce tableau est une matrone romaine du VIe siècle av. J.-C., la vertueuse Lucrèce, dont les malheurs vont entraîner la fin de la monarchie et l’avènement de la république à Rome. Cette légende a été rapportée par Tite-Live, Denys d’Halicarnasse et Ovide. La peinture des XVIe et XVIIe siècles fut friande de sujets érotiques et spectaculaires comme le viol ou le suicide de Lucrèce. Cela leur permettait, sous un prétexte historique, de traiter un sujet à l’érotisme à peine dissimulé. En revanche, Willem de Poorter a choisi un épisode beaucoup plus austère et rarement représenté : celui où Tarquin Collatin et ses compagnons trouvent Lucrèce à l’ouvrage.

### Esthétique
Pour donner plus d’intensité à cette scène, Willem de Poorter a utilisé une palette restreinte : les subtiles déclinaisons de gris, de blanc et de bleu pâle rapproche ce tableau d’un monochrome. Seuls les rouge, vert foncé ou ocre des robes des suivantes viennent le rehausser. Le contraste entre lumière et ombre permet de découper les volumes et de souligner la simplicité et l'austérité des éléments architecturaux. La narration est découpée selon deux espaces parallèles indiqués par deux murs vides, qui juxtaposent des personnages de tailles différentes : un procédé fréquemment employé par Poorter.
Le petit format de l’œuvre, les personnages féminins en robe du XVIIe siècle, le lit à baldaquin, le fauteuil n’évoquent guère l’Antiquité mais plutôt une scène de genre dans un intérieur hollandais de l'époque. L'anachronisme de cette scène de genre paisible, sous-tendu par un texte classique et décrite dans une touche raffinée, notamment pour les vêtements, est probablement marqué par l'exemple initial de Rembrandt : le Siméon au temple de 1631 (La Haye, Mauritshuis). Le style de Poorter, proche de celui du jeune Rembrandt, a permis de supposer qu’il avait pu être son élève à Leyde sans que l’on puisse le prouver. Inscrit comme maître à Haarlem, ce peintre peu connu est l’un des nombreux artistes qui travaillèrent dans la mouvance de Rembrandt. Ce rapprochement traditionnel est juste mais l’influence la plus forte est celle de Lastman, le maître de Rembrandt. Il peut aussi être rapproché de la peinture de genre, comme la pratiquaient Hendrick Pot, Jacob Duck ou Antonie Palamedesz, dont cette image semble la plus proche. Les éléments de la composition sont les termes d’un vocabulaire commun, si bien qu’une copie du tableau a pu circuler dans le commerce sous l’attribution à A. Palamedesz.
La sage Lucrèce, d’où semble émaner la lumière, pourrait être un modèle de maîtresse de maison chrétienne telle que la célébraient les moralistes calvinistes : « Une lumière vive ; un chandelier d’or. Qui toute la demeure illumine [...] Un beau joyau qui scintille dans la nuit ». Cependant la présence discrète de Collatin et de ses compagnons rappelle qu’il s’agit non d’une scène de genre mais d’un tableau d’histoire. Une histoire ancienne, illustrant les valeurs morales familiales et politiques qui seront le fondement de la République romaine. Mais peut-être aussi, de la part d’un jeune peintre hollandais, de sensibilité calviniste, s’agit-il de célébrer les vertus politiques et domestiques de la République des Provinces-Unies engagée dans la Guerre de Quatre-Vingts Ans contre la monarchie espagnole.

## Historique de l'œuvre
L'œuvre de Poorter Lucrèce à l'ouvrage est également intitulé Lucrèce au travail ou encore plus rarement Tarquin Collatin et ses compagnons trouvant Lucrèce à l’ouvrage. Réalisée sur deux planches en bois de chêne et mesurant 44 × 54 cm, elle porte une signature et une date visibles à droite sur le dossier de la chaise, avec les initiales « W et P » en ligature : « W POORTER F.T. 1633 ». Une marque est également présente au revers, inscrite en noir sur le cadre, probablement à la plume : « S. Bezard rue Saint Jacques n°13 ». Le tableau a intégré les collections publiques en 1799 à l’issue d'une saisie révolutionnaire auprès d’Anne-François-Victor Le Tonnelier de Breteuil. Il a fait l’objet d’un transfert définitif de propriété de l’État à la ville de Toulouse par arrêté du ministre de la Culture en date du 4 février 2004.